# 35岁门槛
35岁门槛，也称35岁现象、35岁魔咒、35岁危机、35岁悲歌，是中国大陆职场存在的一种年龄歧视现象，指的是35岁及以上的政府、事业单位及企业员工会面临更高的裁员概率和职场压力，并且在招聘市场用工单位普遍歧视35岁以上的求职者，导致这些员工一旦离职就难以找到合适的岗位。“35岁门槛”所导致的职场危机属于广义的中年危机，然而在西方社会中年危机普遍出现在40岁至60岁之间，中国大陆则更为提前。“35岁门槛”始于改革开放初期政府逐步消除老人政治、选用年轻干部的年龄限制，在1994年被明确写入《国家公务员录用暂行规定》，进而扩散到全社会成为普遍的招聘标准。“35岁门槛”在2000年以来频繁占据社会热点，尤其在青年失业率高企的背景下，社会舆论大多支持破除“35岁门槛”，然而“35岁门槛”在法律和社会现实层面仍难以破除。

## 数据实证
“35岁门槛”在中国大陆职场由来已久。2001年北京中國國際展覽中心举办的招聘会上，2000多家用人单位明确只招收35岁以下的男性员工。用人单位主要以“身体条件好和家庭负担小”解释年龄要求，此外绝大多数初创企业由于领导层年纪较轻也不愿意招收、管理年纪较大的员工。根据2004年上海招聘市场统计，“35岁以上，2.5个人抢一个岗位；35岁以下，2个岗位等一个人”，岗位供求在35岁前后呈现截然不同的竞争局面。这种年轻歧视对于女性尤为严重，社会刻板印象中女性在35岁以上应该回归家庭，部分单位在规定“男性35岁以下”的同时还规定“女性25岁以下”。根据四川大学法学院教授周伟在2007年对上海和成都从1995年《劳动法》实施到2005年30万份招聘广告的调查分析，用人单位所招收的员工集中在35岁以下，40岁以上人群遭到就业市场的普遍歧视——虽然《劳动法》规定“劳动者享有平等就业和选择职业的权利”，但社会上如此普遍、严重的年龄歧视难言这项权利有得到保障，而现行法律体系中并没有明确禁止年龄歧视的条款。根据国家统计局南京调查队统计，2009年南京市内“36岁至55岁”年龄组中80.6%的人认为目前“就业形势严峻，就业难”，同时南京市内40岁至45岁下岗群体也存在再就业困难难以改善的现象。
公务员招聘是年龄歧视在内的就业歧视重灾区，“国家机关在就业歧视中起了‘带头’作用”。2006年中国政法大学教授蔡定剑在全国10多座城市举行问卷调查，85.5%的受访者认为就业领域存在歧视，65.9%的受访者认为公务员招录中存在歧视，同时47.9％的受访者认可年龄作为招聘的合理条件；根据蔡定剑的数据，公务员招聘中42.0%的单位要求“30岁以下”、58%要求“35岁以下”，年龄歧视在公务员招聘中十分普遍。2010年和2011年，蔡定剑、刘小楠所领导的中国政法大学宪政研究所针对当年公务员招录岗位分析发现，基于《公务员录用规定》的制度性要求，年龄歧视和健康歧在公务员招录要求中100%存在。针对政法大学的报告，国家公务员局考试录用司司长聂生奎回应公务员考试“不是用来解决就业问题的，自然也就不存在所谓的就业歧视”。虽然自2023年以来公务员招聘制度逐渐放开“35岁门槛”，但《公务员录用规定》内的“35岁门槛”始终没有得到修订。
随着2017年中国经济开始不景气，就业市场萎靡，有关“35岁门槛”的讨论再度兴起。2017年初“华为清退34岁以上、40岁以上员工”的消息不胫而走，虽然华为方面出面否认，但“35岁门槛”仍是引起了包括华为在内的不少企业离职和在职员工的共鸣，不可避免地再度成为社会热点。62%在职员工都反对企业根据年龄裁员，而在一些高科技企业中中年员工如果不能及时转行管理层就会遭遇职业天花板现象成为普遍现象，更容易成为企业人员调整的目标人群，并且在应聘中不容易获得新的机会。根据智联招聘2017年的调查报告，70后至90后实际跳槽的比例高达75%以上，而60后则仅有61.6%，在互联网公司中差距更为明显，40岁以后仍在互联网科技公司中工作的60后、70后已为数不多，40后以后的出路也成为互联网公司各年龄层员工的普遍焦虑。2018年一篇《一位15年资深HR直言：清退35岁以上基层员工，早已是公开秘密》在中国大陆互联网广为流传，“35岁门槛”成为社会广为认可的职场荣枯线，一些企业甚至将35岁提前到了30岁，经济不景气、互联网和房地产行业的裁员潮更是加剧了企业员工的年龄焦虑和危机意识。随着2019年至2022年疫情之下经济持续恶化、企业持续裁员，35岁人群在疫情中失业时间不断延长、消费能力不断降低，根据智联招聘报告，自2020年3月以来超过62.9%的35岁求职者失业半年以上、近半消费降级，而其中80.1%的求职者认为求职最大难题就是年龄限制。根据全国总工会2022年调查，在年龄组职工中35至39岁职工有54.1%担心失业、70.7%担心技能过时、94.8%感受到工作有压力，比例在各年龄组居首。
方汉明、仇心诚两位教授将同一年份不同年龄组中收入最高的定义为职业生涯的“黄金年龄”，统计了中美两国自1990年至2010年的年龄、收入数据，发现中国的“黄金年龄”从1990年的55岁下降到2010年的35岁，而与此同时美国的“黄金年龄”维持在50岁左右，从宏观数据层面验证了“35岁门槛”的存在。从产业结构看，自1994年以来互联网行业所在的服务业在吸纳就业人口方面的贡献远高于其余产业，而服务业则更容易出现“35岁门槛”：根据2020年第七次人口普查数据，服务业中的信息传输、软件和信息技术服务业，文化、体育和娱乐业，科学研究和技术服务业，金融业4个行业35岁以下员工占整体员工比例最高，其中信息传输、软件和信息技术服务业占比可以达到65%，其下细分的互联网相关行业比重可以达到70%，这4个行业在高速发展的同时更为依赖人口红利，对年龄要求更高，35岁以上员工也更容易被市场淘汰。

## 制度起源
“35岁门槛”起源于改革开放初期的“领导干部年轻化”政策，这一政策旨在废除干部领导职务终身制、大力提拔基层年轻干部来为老一辈接班，而35岁以下则是当时基层年轻干部的划分标准。尽管改革开放后体制内岗位不再占据主导地位，但不少单位仍在沿用35岁的招聘门槛，社会也早已形成招聘35岁以下年轻人才的风气。35岁的求职限制则进一步进入国家法律——1994年颁布的《国家公务员录用暂行规定》，《办法》要求报考国家公务员必须“身体健康，年龄为三十五岁以下”，这一规定为2007年的《公务员录用规定（试行）》沿用。
对于公务员岗位而言，一般招聘的都是基层岗位，而晋升比较看重年龄和资历，内部的职级晋升也存在年龄限制，招收年龄较大员工更容易出现员工长期无法得到晋升、年轻领导管理年长下属的现象，因此公务员单位为避免年龄和职级倒挂、维持稳定的年龄结构，会避免招收年龄较大的初级岗位员工。在官员选拔过程中，“35岁以下”是从普通科员晋升最低级的副科级干部的硬性年龄限制，甚至有些地方单位为了贯彻“干部年轻化”的要求对年龄要求进一步加码。一般而言，如果官员无法在35岁以前从县处级升迁至正厅级，那么仕途便会止步于此。这种门槛也导致了部分基层领导干部在35岁左右自知晋升无望，转而追求物质享受，更有可能利用职务便利从事腐败；根据重庆市人民检察院2008年报告，35岁以下的干部已经超越59岁临近退休的官员，成为了职务犯罪的最高发群体。
由于公务员岗位的示范效应，包括各地高校教师、事业单位编制在内的大多数体制内岗位都要求求职者年龄低于35岁，乃至于国家留学基金选派公费留学博士也要求35岁以下。随着1990年代的国企大下岗和996年大学生取消包分配，社会招聘彻底市场化，体制内的“35岁门槛”也开始遍及企业领域，在2000年初成为社会热点。就业市场的“僧多粥少”则令这一现象进一步恶化——招聘方可以提出更为苛刻的条件，而求职者实际上没有太多讨价还价的资本。一些企业甚至将“要男性不要女性，35岁以下，硕士学历以上”奉为圭臬，并且仰仗市场优势地位继续加码，增加一系列和绩效无关的招聘门槛。
对于企业而言，绝大多数岗位要求员工大量时间加班，因此招聘偏好年富力强、没有家庭负担的员工，35岁以上员工往往因为需要兼顾工作与家庭无法高强度工作。根据北京大学中国家庭追踪调查2018年的统计，绝大多数非农就业者每周工作时长超过40小时的法定劳动时长，63%工作超过48小时，10%工作超过72小时，996工作屡见不鲜，如果要工作往往就不能顾及家庭。在另一方面，在高等教育扩招的背景下，年轻一代的员工往往具有更好的学历和更强的就业竞争力，更能够适应知识和技术迭代；即便是在高技术的互联网企业中，员工所从事的也往往可替代性较高的重复性劳动，乃至于被称作“人矿”、“人肉电池”，企业对于他们的工作经验并不看重。此外，体制内外的管理者往往仍有计划经济下论资排辈的思维惯性，习惯用年龄和资历而非能力和业绩作为评价员工是否适用的标准。
在互联网行业，竞争和淘汰则更为残酷。根据美国《IEEE综览》的报道，软件工程师和计算机专业人事技术过时的风险越来越大，其所掌握的知识正在越来越快地过时：经济学家弗里茨·马赫卢普定义“知识半衰期”为某一领域一半知识过时的时间，在1920年代末工程学位的“知识半衰期”为35年，1960年则为约10年，1991年则为5年，2002年估计为7至2.5年，2013年则已经少于5年；以“半衰期”5年为例，从业者需要每周至少花费10小时学习新知识才不至于掉队——因此如脸书等硅谷大公司普遍推崇员工的年轻化，科技公司更愿意雇佣年轻、没有家庭负担、容易投入没有经验的员工，而不是雇佣或留住薪酬更高、更有经验的员工：2016年，亚马逊员工的平均年龄仅31岁，而谷歌、脸书更是低至30岁、28岁。中国大陆的互联网行业也不能例外，程序员则是对35岁危机感受最深的群体：2019年互联网行业的“知识半衰期”已不到3年，而在普遍996的工作压力下员工根本来不及学习新知识，遑论通过学习来保持不掉队，而对于企业而言为知识陈旧的老员工升职加薪也不再具有性价比，因此这些员工往往在35岁以后就要走下坡路。

## 法律困境与政策救济
“35岁门槛”的本质是中国社会毫不掩饰而无处不在的年龄歧视：在发达国家，对于55岁以上劳动者的年龄歧视以较为隐晦的形式存在，然而在中国年龄歧视则明确针对35岁以上的劳动者；从政府部门到民营企业针对35岁以上的年龄限制普遍存在，“在现实的劳动力市场中，几乎很难找到没有年龄限制的情况”:4——2020年《公务员录用规定》中明确“18周岁以上，35周岁以下”的招聘要求，而企业部门中互联网行业和零售业票据年龄低于30岁，国企员工平均年龄为35岁，而外资企业则通常没有年龄要求。2013年人社部下属中国人事科学研究院的《人力资源蓝皮书》明确指出“许多用人单位在人员招募中设立了年龄限制，但又缺乏必要的理由”。
尽管舆论普遍支持在法律层面禁止年龄歧视，但现行法律制度既没有明确禁止年龄歧视，也没有具体的法律措施防止年龄歧视在内的就业歧视。虽然2007年公布的《就业促进法》草案曾有明确规定禁止年龄歧视，然而最后通过的版本删除了相关内容；时至2023年，现行《劳动法》、《就业促进法》中虽然有保障平等就业条款，但是法条中既没有明确规定禁止“年龄歧视”，也没有规定包括年龄歧视在内的有关就业歧视的法律定义、法律责任和规制措施，不存在针对就业歧视的执法和监督部门，法律不具有可操作性，政府长期不作为。:4在法律实践中，《劳动法》只规定“不因民族、种族、性别、宗教信仰不同而受歧视”，《就业促进法》则规定“不因民族、种族、性别、宗教信仰等不同而受歧视”，至于年龄歧视是否包含在《就业促进法》未列举出的就业歧视范畴尚存在模糊地带，以用人单位设置“年龄门槛”而控告年龄歧视的案例几乎没有获得过法院支持。2023年陕西省旬阳市人民医院将“男50女44岁到龄不续聘”写入其《聘用人员管理办法》，同样引起了社会对于年龄焦虑、就业歧视的讨论，但是此案最后并非以《劳动法》中的就业歧视而是依照《劳动合同法》的合同订立与续订相关条款进行处理。2007年中国青年报的调查显示，高达82.8%的民调支持劳动法应该增设禁止“年龄就业歧视”条款。2010年南京市人大代表徐珺曾经呼吁修改《劳动法》，将“严禁年龄歧视”明确写入法律，但法律界内仍有如劳动法专家梁智教授、人民大学丁晓东助理教授等声音否定年龄限制属于歧视，反对效仿西方国家针对年龄歧视立法。
此外，国家公务员招考明确“35岁以下”的年龄歧视也给企业树立了负面典型。虽然2006年正式实施的《公务员法》只规定了“年满18周岁”的年龄下限，然而在实践层面上公务员内部的《公务员录用规定》仍然人为规定了“35岁门槛”。曾有多起诉讼试图挑战这一规定，均因不在法院受理范围遭到驳回：2003年广西的刘家海因超龄1天被判定不符合报考资格，向地方法院提起行政复议和行政诉讼，状告广西省人事厅，均被驳回；2005年，时年36岁的四川大学法学硕士杨世建报考中央机关公务员，因年龄限制无法在报考系统注册，遂在北京市第二中级人民法院向人事部发起行政诉讼，初审和终审均被驳回:46。多年以来，有不少全国人大代表和政协委员呼吁取消这一规定，其中包括2015年北京代表王全、2017年广东代表黄细花、2021年和2022年浙江代表蒋胜男、2022年广东代表林勇、2023年政协委员吕国泉、2024年政协委员蒙曼等。直到2017年两会期间，取消公务员招考年龄限制的话题仍缺乏共鸣，然而随着2017年以来经济环境和就业压力的恶化，尤其是青年失业率高企、公务员考试爆火的背景下，这一话题自2021年以来长期占据两会舆论热点。2022年国务院总理李克强在政府工作报告中首次提及年龄歧视，强调“要坚决防止和纠正性别、年龄等就业歧视”2023年10省公务员考试年龄放宽到40岁，然而直到2024年《公务员录用规定》中的年龄歧视条款仍未受到修订。“机关单位带头搞歧视”的现象也仍难杜绝，2023年广东佛山镇级机关事务所在招聘保洁时要求“35岁以下”一度引起社会热议。
在针对社会普遍性的年龄歧视问题上，早在2003年就有四川政协委员张庆成呼吁尽快制定《反就业歧视法》遏制职场对35岁以上群体的歧视。针对张庆成的提案，经济学家周克成则回应“不应立法反对就业歧视”，并且称社会上所谓“就业歧视”只是一种非歧视性质的区别对待，“正是雇主的‘歧视行为’把人们配置到了他们各自最能胜任的职位”。2009年两会期间，蔡定剑教授就向全国人大递交了《反就业歧视法（专家意见稿）》，希望通过立法的形式弥补《劳动法》和《就业促进法》的不足，明确就业歧视定义、建立反歧视专门机构、制定法律救济体系，然而人社部在2015年回复称立法条件仍不成熟；自2017年以来反对就业歧视、要求制定《反就业歧视法》整治普遍歧视现况的呼声越来越强烈。